# نیل دایمند
نیل لِزلی دایمند (به انگلیسی: Neil Leslie Diamond) خواننده و ترانه‌سرای پاپ آمریکایی است.
در اوایل دههٔ ۱۹۶۰، دایمند فقط به‌عنوان یک ترانه‌سرا شناخته می‌شد، اما به‌زودی فعالیتش را به ضبط و آهنگ‌سازی هم گسترش داد و در اوایل دههٔ ۱۹۷۰ با تک‌آهنگ‌های «Cracklin' Rosie» و «Song Sung Blue» به جدول پرفروش‌ترین‌های روز راه یافت.
دایمند از آن دسته هنرمندان موسیقی پاپ است که موفقیتش همواره پایدار بوده‌است و در سه دههٔ ابتداییِ فعالیتش تعداد زیادی آهنگ پرفروش در جدول‌های فروش بین‌المللی داشته‌است. تا سال ۲۰۰۱، بیش از ۱۱۵ میلیون نسخه از آثار او در تمام دنیا به فروش رفته‌است که از این تعداد ۴۸ میلیون آن فقط در ایالات متحده بوده‌است.